# Thomas Built Buses
Thomas Built Buses, Inc. — американский производитель автобусов, являющийся дочерним предприятием Daimler Trucks North America LLC. Фирма специализируется в основном на изготовлении школьных
автобусов с капотной компоновкой, но есть и междугородные модели.
Conventional — серия школьных и междугородных автобусов
Minotour — школьный автобус
Mighty Mite — школьный автобус
Saf-T-Liner C2 — школьный автобус, с двигателями Mercedes-Benz или Caterpillar.
Transit Liner HDX — междугородный переднеприводной автобус, с агрегатами Mercedes.
CL960 — междугородный
TL960 — междугородный